# Tours-i főegyházmegye
A Tours-i főegyházmegye (latinul: Archidioecesis Turonensis, franciául: Archidiocèse de Tours) egy francia római katolikus főegyházmegye. Indre-et-Loire területén fekszik, amelynek határait pontosan követi a főegyházmegye határa. A metropolita érseki székhely és a Saint-Gatien de Tours székesegyház Tours városában található. A metropolita érseke 2019. november 4-e óta Vincent Jordy.

## Történelem
Toursban a 3. században alapították meg a püspökséget. Az 5. század folyamán érsekséggé emelték. 1790. óta a főegyházmegye határa az Indre-et-Loire megye határa megegyezik. A leghíresebb püspöke Tours-i Szent Márton és Tours-i Szent Gergely püspök és Lavardini Hildebert érsek volt.

## Szuffragán egyházmegyék
A Tours-i egyháztartománynak a főegyházmegyének a főegyházmegyén kívül négy szuffragán egyházmegyéje van: a nem metropolita Bourges-i főegyházmegye, a Blois-i, a Chartres-i, és az Orléans-i egyházmegye.

## Szomszédos egyházmegyék
- Poitiers-i főegyházmegye (délnyugat)
- Angers-i egyházmegye (nyugat)
- Le Mans-i egyházmegye (északnyugat)
- Blois-i egyházmegye (északkelet)
- Bourges-i főegyházmegye (kelet)

## Fordítás
Ez a szócikk részben vagy egészben  az   Arcidiecéze tourská című cseh Wikipédia-szócikk ezen változatának fordításán alapul.  Az eredeti cikk szerkesztőit annak laptörténete sorolja fel. Ez a jelzés csupán a megfogalmazás eredetét és a szerzői jogokat jelzi, nem szolgál a cikkben szereplő információk forrásmegjelöléseként.